# De patriarchis
De patriarchis (Sui patriarchi) è un'opera di Ambrogio di Milano, Santo per la Chiesa cattolica e dottore della Chiesa, scritta intorno al 391: appartiene al gruppo delle opere oratorie ed esegetiche ambrosiane.
L'opera è un commento alle benedizioni profetiche di Giacobbe narrate nel primo libro della Bibbia, la Genesi.